# Megalara garuda
Megalara garuda es la única especie del género Megalara. Es un insecto himenóptero de la familia Crabronidae.

## Características
Hay dos tipos de machos, los grandes miden alrededor de 3.3 cm de largo, teniendo unas mandíbulas grandes. Estas mandíbulas son casi del mismo tamaño que las tibias de sus patas delanteras.  Los machos de la otra fase o morfo son más pequeños, del mismo tamaño que las hembras, las cuales miden de 2 a 2,5 cm; aun así siguen siendo más grandes que otras especies de su subfamilia. Ambos sexos son de color negro brillante con alas negras. Son depredadores solitarios de otras especies de insectos.

## Sistemática
La especie fue descubierta en 2011 por Rosichon Ubaidillah de LIPI (Lembaga Ilmu Pengetahuan Indonesia, en español Instituto de Ciencias de Indonesia) y Lynn Kimsey, director del Museo Bohart de Entomología y profesor de entomología de la Universidad de California en Davis, en las montañas Mekongga en el suroeste de la isla indonesia de Sulawesi. Simultáneamente fue descubierto por Michael Ohl, jefe de entomología del Museo de Historia Natural de Berlín.
En marzo de 2012, una primera descripción fue publicada. La especie fue llamada en honor al garuda, el símbolo nacional de Indonesia.